# Backlash (2020)
Cet article concerne l'édition 2020 du pay-per-view Backlash. Pour toutes les autres éditions, voir WWE Backlash.
Pour les articles homonymes, voir Backlash.
L'édition 2020 de Backlash est une manifestation de catch (lutte professionnelle) produite par World Wrestling Entertainment (WWE), une fédération de catch américaine, qui est télédiffusée, visible en paiement à la séance, sur le WWE Network. L'événement s'est déroulé le 14 juin 2020 .Il s'agit de la quinzième édition de Backlash.

## Contexte
Les spectacles de la World Wrestling Entertainment (WWE) sont constitués de matchs aux résultats prédéterminés par les scénaristes de la WWE. Ces rencontres sont justifiées par des storylines – une rivalité entre catcheurs, la plupart du temps – ou par des qualifications survenues dans les shows de la WWE telles que Raw, SmackDown. Tous les catcheurs possèdent un gimmick, c'est-à-dire qu'ils incarnent un personnage gentil (Face) ou méchant (Heel), qui évolue au fil des rencontres. Un événement comme Backlash est donc un événement tournant pour les différentes storylines en cours.

### Edge contre Randy Orton
Lors de la seconde partie de WrestleMania 36, Edge bat Randy Orton dans un Last Man Standing Match. Le 11 mai à Raw, les deux hommes effectuent leur retour, absents depuis l'événement. Orton a déclaré que le meilleur homme avait gagné à WrestleMania, l'a félicité, mais a demandé à Edge si le meilleur lutteur avait réellement gagné. Notant que les Royal Rumble et Last Man Standing Match n'étaient pas des matchs traditionnels, The Viper a défié Edge dans un match simple à Backlash. La semaine suivante à Raw, l'Hall of Famer de la WWE a accepté de relever le défi de son adversaire.

### Drew McIntyre contre Bobby Lashley
Lors de la seconde partie de WrestleMania 36, Drew McIntyre devient champion de la WWE en battant Brock Lesnar. À Money in the Bank, il conserve son titre en battant Seth Rollins. De son côté, Bobby Lashley bat R-Truth. Le 18 mai à Raw, avant que l'Écossais n'affronte King Corbin, The All Mighty, accompagné de MVP, prévient The Scottish Psychopath qu'il vient le chercher pour son titre. La semaine suivante à Raw, après la défaite de MVP & Lashley face aux Street Profits par disqualification, McIntyre attaque le dernier, provoquant ainsi une bagarre entre les deux hommes, séparés par des Superstars de NXT.

### Braun Strowman contre John Morrison et The Miz
À Money in the Bank, Braun Strowman conserve son Championnat Universel en battant Bray Wyatt. Le 15 mai à SmackDown, Braun Strowman fait équipe avec le nouveau Mr. Money in the Bank, Otis. Ensemble, ils battent The Miz et John Morrison dans un Tag Team match. La semaine suivante à SmackDown, Strowman bat The Miz. Après le match, 
John Morrison défie Strowman dans un 2-on-1 Handicap Match pour le titre Universel à Backlash, ce que ce dernier accepte.

### Asuka contre Nia Jax
À Money in the Bank, Asuka a vaincu Carmella, Shayna Baszler, Dana Brooke, Lacey Evans et Nia Jax pour remporter le Money in the Bank 
féminin. Lors de l'épisode de Raw du 11 mai, la nouvelle Mrs Money in the Bank Asuka devient également la nouvelle championne féminine de Raw, titre abandonné par Becky Lynch après l'annonce de sa grossesse. Le 25 mai à Raw, Nia Jax remporte un Triple Threat Match en battant Natalya & la championne féminine de NXT, Charlotte Flair, lui permettant de devenir aspirante n°1 au titre féminin de Raw à Backlash.

### Jeff Hardy contre Sheamus
Le 13 mars à SmackDown, Jeff Hardy effectue son retour en battant King Corbin. Le 8 mai à SmackDown, Hardy confronte Sheamus avant d'attaquer ce dernier en lui portant son Whisper in the Wind, un Twist of Fate et sa Swanton Bomb. Le 22 mai à SmackDown, il bat Sheamus & se qualifie pour les demi-finales du tournoi, désignant le prochain champion Intercontinental laissait vacant par Sami Zayn. Le 29 mai à SmackDown, il est arrêté par les forces de l'ordre, suspecté d'être responsable de l'accident d'Elias qui s'est déroulé dans le parking, ce qui l'élimine du tournoi désignant le prochain champion Intercontinental. Plus tard dans la soirée, il distrait Sheamus durant son match face à Daniel Bryan, le faisant perdre. À la fin du match, il attaque ce dernier qui parvient à prendre la fuite.

### Apollo Crews contre Andrade
Le 25 mai à Raw, Apollo Crews remporte le titre des États-Unis, pour la première fois de sa carrière, en battant Andrade. Le 8 juin à Raw, l'ancien champion remporte un Triple Threat Match en battant Kevin Owens & Angel Garza, lui permettant de devenir aspirant n°1 pour le titre des États-Unis à Backlash.

## Tableau des matchs
| Ordre par numéros | Résultat | Stipulation(s)                                                         | Temps |
| --- | --- | ---------------------------------------------------------------------- | ----- |
| 1P | Apollo Crews (c) bat Andrade (avec Zelina Vega)                                                                                    | Match simple pour le WWE United States Championship                    | 7:25  |
| 2 | The Boss'N'Hug Connection (Bayley & Sasha Banks) (c) battent The IIconics (Billie Kay & Peyton Royce) et Alexa Bliss & Nikki Cross | Triple Threat Tag Team match pour le WWE Women's Tag Team Championship | 8:50  |
| 3 | Sheamus bat Jeff Hardy | Match simple                                                           | 16:50 |
| 4 | Asuka (c) contre Nia Jax s'est terminé par un double décompte à l'extérieur                                                        | Match simple pour le WWE Raw Women's Championship                      | 8:25  |
| 5 | Braun Strowman (c) bat John Morrison et The Miz                                                                                    | Match handicap à 2 contre 1 pour le WWE Universal Championship         | 7:20  |
| 6 | Drew McIntyre (c) bat Bobby Lashley (avec MVP)                                                                                     | Match simple pour le WWE Championship                                  | 13:15 |
| 7 | Randy Orton bat Edge | Match simple                                                           | 44:45 |
| La lettre C placée entre parenthèses désigne la personne ou l’équipe championne en titre. P – indique que le match a eu lieu lors du pré-show | |                                                                        |       |